# 里德 (伊利諾伊州)
里德（英語：Reader）是位於美國伊利諾伊州馬庫平縣的一個非建制地區。該地的面積和人口皆未知。

## 地理
里德的座標為39°18′20″N 90°02′27″W / 39.30556°N 90.04083°W，而該地的平均海拔高度為177米（即581英尺）。